# Charles Perrot
Pour les articles homonymes, voir Perrot.
 (avril 2021).
Charles Perrot, né le 16 février 1929 à Gannat et mort le 11 novembre 2013 à Moulins, est un prêtre, bibliste et universitaire, spécialiste du judaïsme contemporain de Jésus. Il a été professeur de Nouveau Testament à l'Institut catholique de Paris.
Perrot est en particulier l'auteur de Jésus et l'histoire (1993), ouvrage sur la question historique à propos de Jésus et du judéo-christianisme des premiers temps.

## Éducation
En 1957, il obtient son doctorat avec la thèse intitulée L'Arrière-plan de la narration synoptique hormis les récits de la passion et de la résurrection. Quelques hypothèses de critique littéraire.

## Carrière
Prêtre en 1953 pour le diocèse de Moulins dans l'Allier, il y exerce, retraité, la fonction de doyen du chapitre cathédral.
Théologien catholique, il enseigne à l'Institut catholique de Lyon (1960-1974) et à l'Institut catholique de Paris (1970-1994).
Il est le collègue d'Henri Cazelles, Pierre Grelot, Antoine Vanel et Jacques Briend. 
Perrot a collaboré à l'Association catholique française pour l'étude de la Bible : il participe au congrès de 1979 à Paris, avec une contribution intitulée Études sur la première lettre de Pierre.

## Publications
- La Lecture de la Bible dans la synagogue : Les Anciennes lectures palestiniennes du Shabbat et des fêtes, Hildesheim, H. A. Gerstenberg, 1973.
- Jésus et l'histoire, Paris, Desclée De Brouwer, 1979.
- L'Épître aux Romains, Paris, Cerf, coll. « Cahiers Évangile », 1988.
- Les Miracles tout simplement, avec J.-L. Souletie, X. Thévenot, Paris, Les Éditions de l'Atelier, 1995.
- Jésus, Christ et Seigneur des premiers chrétiens, Paris, Desclée De Brouwer, 1997.
- Après Jésus. Le Ministère chez les premiers chrétiens, Paris, Les Éditions de l'Atelier, 2000.
- Le Retour du Christ, co-auteur avec Armand Abécassis, Pierre-Jean Labarrière, Bernard Sesboüé, Jean Séguy, Bruxelles, Facultés universitaires Saint-Louis, 2002, 191 p.  (ISBN 978-2802800323).
- Jésus, PUF, coll. « Que sais-je ? », 2007.
- Marie de Nazareth au regard des chrétiens du premier siècle, Paris, Cerf, 2013.